# 다이라노 사다모리
다이라노 사다모리(일본어: 平 貞盛)는 헤이안 시대의 무장이다. 다이라노 구니카(平國香)의 장남이다.

## 생애
조헤이 5년(935년) 당시 다이라노 사다모리는 교토에서 사바노조(左馬允)에 재임하고 있었다. 그 해 아버지 구니카(國香)가 사촌 마사카도와 외숙부들과의 항쟁에 휘말려 사망하였고 아버지의 부고 소식을 듣고 급히 휴가를 신청하여 귀국한 그는 불타버린 자택 속에서 아버지의 시신을 수습하고, 산속으로 피신한 어머니와 아내를 찾아 데려왔다.
이 무렵의 사다모리는 애초에 숙부들이 마사카도를 습격한 것이 항쟁의 발단이라며 마사카도를 비난하지 않았고, 그 자신도 간토에서의 다툼보다는 교토에서 관인(官人)으로 출세하는 것에 더 관심이 있었기에 「서로 친목을 도모하는 것이 상책」이라는 태도를 견지했지만, 마사카도의 행위로 인해 아버지 구니카가 죽음에 이른 것이라는 숙부 요시카네(良兼)의 설득에 넘어가, 요시카네나 요시마사(良正) 등이 마사카도를 치는데 가담하여 마사카도와 대립하게 되었다. 그러나 항쟁은 마사카도에게 유리하게 전개되었고, 조헤이 8년(938년) 몰래 교토로 돌아가려 했지만, 사전에 이것을 알아챈 마사카도는 2월 29일, 시나노국 지사가타군에 있던 시나노 고쿠분지(信濃國分寺) 부근에서 사다모리를 공격했고, 시게노 쓰네나리(滋野恒成)와 함께 싸웠으나 패하여 마사카도의 추격을 받게 된 사다모리는 가까스로 탈출해 교토로 달아났다.
사다모리는 마사카도 추포를 명하는 관부(官符)를 받아 귀국하려 했지만 조정에서는 이를 듣지 않았고, 덴교 2년(939년) 6월 상순에는 숙부 요시카네가 병사하면서 후견인을 잃었고, 10월에는 무쓰노카미(陸奥守)로 부임하는 다이라노 고레스케(平維扶)를 따라 무쓰국으로 들어가려 했지만 다시 마사카도의 추격을 받아 간신히 도망쳐서 몸을 숨겼다가, 11월에 히타치국에서 일어난 분쟁을 이용해 마사카도를 치려 했지만 또 다시 실패하고, 후지와라노 다메노리(藤原爲憲)와 함께 달아나 숨었다.
덴교 3년(940년), 후지와라노 히데사토(藤原秀郷) · 다메노리와 협력해 마사카도를 공격했고, 2월 14일에 「기타야마(北山) 결전」에서 마사카도를 토벌하는데 성공했다. 토벌 이후 마사카도 등의 모반인을 토벌하는 과정에서 오랜 고난을 겪었던 사다모리의 노고를 치하한다 하여, 종5위상(정5위상이라고도)에 서임되었다.
후에 진수부장군(鎮守府将軍)이 되고 단바노카미(丹波守)나 무쓰노카미를 역임했으며, 종4위하 관위에 서임되어 「다이라 쇼군(平將軍)」이라 불리기도 했다.
다이라노 마사카도의 난의 원인으로 마사카도의 아버지인 다이라노 요시마사(平良将)가 진수부장군으로 있던 시대에 쌓은 오슈에서의 이권을 놓고 벌어진 싸움이라는 설도 있다. 요시마사 ・ 마사카도 부자의 오슈에 대한 세력 기반은 마사카도의 난 이후 사다모리에게로 이어졌고 때문에 사다모리가 진수부장군으로 임명된 것이며, 사다모리의 데키노사카마루(狄坂丸)에 대한 군사 활동을 경계로 오우(奥羽) 지방에서의 전란 기사는 사라지고 도호쿠 지방에 관한 정보가 비약적으로 늘어나게 되며, 사다모리와 혼인 관계로 묶여 있었던 후지와라 씨 고이치조 류(小一条流)도 4대에 걸쳐 무쓰노카미를 독점하게 되었다는 점 등이 거론된다.

## 자손
사다모리의 장남 고레노부(維叙)는 원래 구교(公卿) 후지와라노 나리토키(藤原済時)의 아들로서 사다모리의 양자로 들어왔다고 전하는데, 그 전의 적류(嫡流)는 사다모리의 차남인 고레마사(維將)의 계통이었다. 고레마사의 자손은 호조씨(北条氏)・구마가이씨(熊谷氏)를 배출하였다. 넷째 아들인 고레히라(維衡)가 바로, 훗날 다이라노 기요모리를 배출하게 되는 이세 헤이시의 시조이다. 또한 사다모리는 자신의 동생 시게모리(繁盛)의 아들들뿐 아니라 고레마사의 아들인 고레토키(維時) 등 손자들도 양자로 들였는데, 도가쿠시(戸隠)의 오니메(鬼女) 모미지(紅葉) 퇴치 전설로 유명한 여오장군(余五将軍) 다이라노 고레모치(平維茂)는 시게모리의 계통이다.
- 아버지: 다이라노 구니카(平國香)
- 어머니: 후지와라노 무라오(藤原村雄)의 딸
- 아내: 세키구치 사다노부(関口貞信)의 딸
- 생모 불명
  - 아들: 다이라노 고레마사(平維將) - 자손은 호조 씨(北条氏), 구마가이 씨(熊谷氏)
  - 아들: 다이라노 고레사토(平維敏)
  - 아들: 다이라노 고레히라(平維衡) - 이세 헤이시의 시조
- 양자녀
  - 양자: 다이라노 고레노부(平維叙)

## 《곤자쿠모노가타리슈(今昔物語集)》 속의 일화
《쇼몬키》(將門記)에서 사다모리는 아버지를 죽음으로 몰아간 마사카도에 대한 분노보다는 교토에서 자신의 출세에 더 관심을 가지면서 마사카도와 친목을 도모하려는 태도를 보이거나, 마사카도에게 번번이 패하고 쫓겨 다니는, 무장으로서 변변치 못한 모습이 많이 등장한다. 《곤자쿠모노가타리슈》권제29 · 본조부악행(本朝付悪行)의 제5화는 「다이라노 사다모리 아손(平貞盛朝臣), 법사의 집에 있던 도둑을 활로 쏘아 잡은 이야기(平貞盛朝臣、法師ノ家ニ於テ盗人ヲ射取リシ語)」라는 제목으로, 무쓰에서 교토로 돌아오던 중에 평소 알고 지내던 법사의 집에 머무르다가 도둑을 상대로 보인 무용담이 있는가 하면, 제25화는 「단바노카미 다이라노 사다모리, 아이의 간을 꺼낸 이야기(丹波守平貞盛、児ノ肝ヲ取リシ語)」라는 제목의, 임신한 여자의 배를 갈라 태아의 간을 꺼내 자신이 화살에 맞은 상처를 치료하는 약으로 썼고, 비밀을 지키고자 자신에게 그 비방을 알려준 의사를 살해하려고 했다, 는 잔혹한 일화도 수록되어 있다.